# Kreskoniusz
Kreskoniusz (ur. ok. 350 r. w Afryce Prokonsularnej) – łaciński pisarz chrześcijański, donatysta. Polemizował ze św. Augustynem w sporze o donatyzm.